# الأميرة بينغ يانغ
الأميرة بينغ يانغ (الصينية المبسطة: 平阳 公主؛ الصينية التقليدية: 平陽 公主؛ بينيين: Píngyáng Gōngzhǔ)، رسمياً الأميرة تشاو بينغ يانغ (平陽 昭 公主) (598-623) كانت ابنة الإمبراطور غاوزو من تانغ (لي يوان)،  الإمبراطور المؤسس لسلالة تانغ. كانت تساعده للإستيلاء على السلطة في نهاية المطاف والإستيلاء على العرش من سلالة سوي من خلال تنظيم جيش السيدة (娘子軍)، بقيادتها، في حملتها للاستيلاء على عاصمة سوي تشانغ آن.